# Heather Monro
Heather Monro (* 4. September 1971) ist eine ehemalige britische Orientierungsläuferin.
Monro wurde 1997 Zweite der Gesamtwertung der Park World Tour hinter der Schwedin Gunilla Svärd. Bei den Weltmeisterschaften in Schottland 1999 verpasste die britische Damenstaffel mit Kim Buckley, Jenny James und Yvette Baker die Bronzemedaille um sechs Sekunden. Über die Langdistanz war Monro als Achte bei ihren vierten Weltmeisterschaften erstmals unter die ersten zehn gelaufen. 2000 wurde sie Dritte des Gesamt-Weltcups. Bei den Europameisterschaften im ukrainischen Truskawez im selben Jahr hatte sie mit Jenny James und Yvette Baker die Bronzemedaille gewonnen. Auf der Kurzdistanz wurde sie Fünfte. Bei den Europameisterschaften 2002 in Sümeg wurde sie hinter der Schweizerin Vroni König-Salmi und den Norwegerinnen Elisabeth Ingvaldsen und Anne Margrethe Hausken Vierte im Sprint. Einen fünften Platz erlief sie auf der langen Strecke. Bei den World Games im Juli 2005 in Duisburg wurde Monro hinter Simone Niggli-Luder aus der Schweiz und Karin Schmalfeld aus Deutschland Dritte beim Mitteldistanzrennen. Im August 2005 gewann sie bei ihrer letzten Weltmeisterschaftsteilnahme im japanischen Aichi eine weitere Bronzemedaille im Sprint hinter Simone Niggli-Luder und Anne Margrethe Hausken.
2003 gewann sie den schwedischen Mehrtage-OL O-Ringen. Die britische Meisterschaft gewann Monro im Sprint 2005, auf der Mitteldistanz 2000, 2002 und 2005, auf der Langdistanz 1993, 2000, 2002 und 2006 und in der Nacht 1993 und 1994. Monro lief für die Vereine South London Orienteers und Halden SK, mit dem sie 2002 die Tiomila gewann. 

## Platzierungen
| Weltmeisterschaften | Sprint | Mittel | Lang | Staffel |
| ------------------- | ------ | ------ | ---- | ------- |
| 1993 West Point     |        | 43.    | 40.  | 8.      |
| 1995 Detmold        |        |        | 39.  | 8.      |
| 1997 Grimstad       |        | 26.    | 23.  | 5.      |
| 1999 Inverness      |        | 12.    | 8.   | 4.      |
| 2001 Tampere        |        | 17.    | 15.  | 5.      |
| 2003 Rapperswil     |        | 10.    | 14.  | 6.      |
| 2004 Västerås       |        | 9.     | 12.  | 6.      |
| 2005 Aichi          | 3.     |        | 16.  | 7.      |

| Europameisterschaften | Sprint | Mittel | Lang | Staffel |
| --------------------- | ------ | ------ | ---- | ------- |
| 2000 Truskawez        |        | 5.     |      | 3.      |
| 2002 Sümeg            | 4.     | 18.    | 5.   | 12.     |
| 2004 Roskilde         | 11.    | 24.    |      |         |

| World Games   | Sprint | Mittel | Mixed |
| ------------- | ------ | ------ | ----- |
| 2001 Akita    |        | 19.    | 6.    |
| 2005 Duisburg |        | 3.     | 5.    |

| Gesamt-Weltcup | Gesamt-Weltcup |
| -------------- | -------------- |
| 1992           | 43.            |
| 1994           | 33.            |
| 1996           | 11.            |
| 1998           | 10.            |
| 2000           | 3.             |
| 2002           | 6.             |
| 2004           | 10.            |
| 2005           | 9.             |

| Junioren-WM | Sprint | Mittel | Lang | Staffel |
| ----------- | ------ | ------ | ---- | ------- |
| 1990 Berlin |        |        | 26.  |         |
| 1991 Älsbyn |        | 13.    | 12.  |         |